# 31853 Rahulmital
31853 Rahulmital este o planetă minoră (asteroid) din centura de asteroizi. A fost descoperită pe 9 martie 2000 la Experimental Test Site⁠(d) de Lincoln Near-Earth Asteroid Research. 
Obiectul prezintă o orbită caracterizată de o semiaxă mare de 2,3522971 UAi, o excentricitate de 0,12, o înclinație de 6,88128 ° în raport cu ecliptica.